# 1909 a sportban
1909 legfontosabb sporteseményei a következők voltak:

## Események
- Az FTC nyeri az NB1-et. Ez a klub negyedik bajnoki címe.
- augusztus 2. – megalakul a Kispesti AC sportegyesület.
- Az első Giro d’Italia-t Luigi Ganna nyeri.
- François Faber megnyeri a Tour de France-t.
- Kilencedik alkalommal rendezik a magyar gyorskorcsolya bajnokságot, melynek férfi nagytávú összetett versenyét Manno Miltiades nyeri.[1]

## Születések
| Születés       | Név                       | Nemzetiség, sportág, eredmények | Halálozás |
| -------------- | ------------------------- | --- | --------- |
| ?              | Georges Brohée            | belga válogatott jégkorongozó, olimpikon                                                                                               | ?         |
| január 6.      | Hans Trauttenberg         | Európa-bajnok és világbajnoki bronzérmes osztrák jégkorongozó, olimpikon                                                               | 1985      |
| január 18.     | Schwartz Sándor           | magyar nemzetiségű román válogatott labdarúgó                                                                                          | 1994      |
| január 30.     | Hans Ertl                 | Európa-bajnoki bronzérmes osztrák válogatott jégkorongozó, olimpikon                                                                   | ?         |
| február 1.     | Roger Bureau              | belga válogatott jégkorongozó, gyorskorcsolyázó, olimpikon                                                                             | 1945      |
| február 2.     | Rajki Béla                | magyar úszó, vízilabdázó, mesteredző, sportvezető                                                                                      | 2000      |
| február 5.     | Karol Weissberg           | lengyel válogatott jégkorongozó | ?         |
| február 8.     | Tóth Ferenc               | olimpiai bronzérmes és Európa-bajnok magyar birkózó                                                                                    | 1981      |
| február 13.    | John Garrison             | Olimpiai ezüstérmes és bronzérmes, világbajnok amerikai válogatott jégkorongozó, edző                                                  | 1988      |
| február 17.    | Frank Spain               | olimpiai bronzérmes amerikai jégkorongozó                                                                                              | 1977      |
| február 21.    | Auguste Jordan            | osztrák születésű, francia válogatott labdarúgó, edző                                                                                  | 1990      |
| február 25.    | Edward Gardère            | olimpiai és világbajnok francia tőr- és kardvívó, edző                                                                                 | 1997      |
| február 26.    | Berzsenyi Ralph           | olimpiai ezüstérmes magyar sportlövő                                                                                                   | 1978      |
| március 5.     | Székely András            | olimpiai bronzérmes magyar úszó | 1943      |
| március 7.     | André Abegglen            | svájci válogatott labdarúgó, csatár | 1944      |
| március 9.     | André Bonin               | olimpiai és világbajnok francia tőrvívó                                                                                                | 1998      |
| március 23.    | Carlo Agostoni            | olimpiai és világbajnok olasz párbajtőrvívó                                                                                            | 1972      |
| március 24.    | Dezső Béla                | magyar nemzetiségű román válogatott labdarúgó, csatár                                                                                  | 1937      |
| március 28.    | Bobby Breiter             | olimpiai és világbajnoki bronzérmes, Európa-bajnoki ezüstérmes svájci válogatott jégkorongozó                                          | 1985      |
| március 31.    | Johann Tauscher           | olimpiai ezüstérmes osztrák válogatott kézilabdázó                                                                                     | 1979      |
| április 5.     | Mike Koken                | Amerikai amerikaifutball-játékos és edző                                                                                               | 1962      |
| április 20.    | Peter Molloy              | Angol labdarúgó, edző, bíró | 1993      |
| április 28.    | Bernard Fawcett           | Európa-bajnoki bronzérmes brit válogatott jégkorongozó, olimpikon                                                                      | 1961      |
| április 29.    | Lazăr Sfera               | román válogatott labdarúgó | 1992      |
| május 29.      | W. G. Richardson          | angol válogatott labdarúgó | 1959      |
| június 12.     | Dunay Pál                 | Európa-bajnok magyar vívó | 1993      |
| június 25.     | Arnold Badjou             | belga válogatott labdarúgókapus | 1994      |
| július 7.      | Billy Herman              | World Series bajnok amerikai baseballjátékos, edző, menedzser, National Baseball Hall of Fame and Museum tag                           | 1992      |
| július 22.     | Dorino Serafini           | olasz autó-, és motorversenyző | 2000      |
| június 23.     | Roberto Battaglia         | olimpiai és világbajnok olasz párbajtőrvívó                                                                                            | 1965      |
| július 31.     | Halassy Olivér            | olimpiai bajnok magyar válogatott vízilabdázó, úszó                                                                                    | 1946      |
| augusztus 5.   | Adolf Šimperský           | világbajnoki ezüstérmes csehszlovák válogatott labdarúgó                                                                               | 1964      |
| augusztus 13.  | Wilhelmina von Bremen     | Olimpiai bajnok amerikai atléta | 1976      |
| augusztus 20.  | Olga Nyikolajevna Rubcova | sakkozó, női sakkvilágbajnok (1956–1958), levelezési sakkvilágbajnok, sakkolimpiai bajnok                                              | 1994      |
| augusztus 31.  | Josef Košťálek            | világbajnoki ezüstérmes csehszlovák válogatott labdarúgó                                                                               | 1971      |
| szeptember 2.  | John Cookman              | Olimpiai ezüstérmes amerikai jégkorongozó                                                                                              | 1982      |
| szeptember 6.  | Severino Minelli          | svájci válogatott labdarúgó, edző | 1994      |
| szeptember 12. | Gheorghe Albu             | román válogatott labdarúgó, edző | 1974      |
| szeptember 24. | Edmund Zieliński          | lengyel válogatott jégkorongozó, olimpikon                                                                                             | 1992      |
| szeptember 26. | Dobay István              | román válogatott labdarúgó, csatár, edző                                                                                               | 1994      |
| szeptember 27. | Werner Scheurmann         | olimpiai bronzérmes svájci kézilabdázó                                                                                                 | ?         |
| október 7.     | Bóbis Gyula               | olimpiai bajnok magyar birkózó | 1972      |
| október 15.    | Sam Balter                | Olimpiai bajnok amerikai kosárlabdázó                                                                                                  | 1998      |
| november 3.    | Hepp Ferenc               | magyar sportvezető, pszichológus, szakíró. A magyarországi kosárlabdasport kezdeményezője és a magyar kosárlabda szaknyelv kialakítója | 1980      |
| november 19.   | Erik Persson              | svéd válogatott labdarúgó, edző, bandy-játékos, jégkorongozó                                                                           | 1989      |
| november 24.   | Otto Adam                 | olimpiai bronzérmes német tőrvívó, sportvezető                                                                                         | 1977      |
| december 5.    | Wilhelm Müller            | olimpiai és világbajnok német válogatott kézilabdázó                                                                                   | 1984      |
| december 26.   | Oldřich Nejedlý           | világbajnoki ezüstérmes csehszlovák válogatott labdarúgó                                                                               | 1990      |

## Halálozások
| Halálozás      | Név              | Nemzetiség, sportág, eredmények                                         | Születés |
| -------------- | ---------------- | ----------------------------------------------------------------------- | -------- |
| január 6.      | George Dixon     | világbajnok kanadai ökölvívó                                            | 1870     |
| január 14.     | Togie Pittinger  | amerikai baseballjátékos                                                | 1872     |
| február 4.     | John Clarkson    | amerikai baseballjátékos, National Baseball Hall of Fame and Museum tag | 1861     |
| február 27.    | Coray Artur      | magyar dobóatléta, birkózó, tornász, olimpikon                          | 1881     |
| június 20.     | Rudy Kemmler     | amerikai baseballjátékos                                                | 1860     |
| július 5.      | Frank Selee      | amerikai menedzser, National Baseball Hall of Fame and Museum tag       | 1861     |
| augusztus 22.  | Harry Lochhead   | amerikai baseballjátékos                                                | 1876     |
| szeptember 16. | Herman Long      | amerikai baseballjátékos                                                | 1876     |
| december 1.    | Carl Holmberg    | olimpiai bajnok svéd tornász                                            | 1884     |
| december 23.   | Harry H. Gilbert | amerikai baseballjátékos                                                | 1868     |